# Харисон (Јужна Дакота)
Харисон (енгл. Harrison) насељено је место без административног статуса у америчкој савезној држави Јужна Дакота.

## Демографија
По попису из 2010. године број становника је 52, што је 1 (2,0%) становника више него 2000. године.
| Група             | 2000.      | 2010.      |
| Белци             | 50 (98,0%) | 51 (98,1%) |
| Афроамериканци    | 0 (0,0%)   | 0 (0,0%)   |
| Азијати           | 1 (2,0%)   | 0 (0,0%)   |
| Хиспаноамериканци | 1 (2,0%)   | 0 (0,0%)   |
| Укупно            | 51         | 52         |